# Stazione di Mihara
La stazione di Mihara (三原駅?, Mihara-eki) è una stazione ferroviaria della città di Mihara, nella prefettura di Hiroshima. È gestita da JR West ed è servita dalle linee Sanyō, Kure e dal treno ad alta velocità Sanyō Shinkansen.

## Linee

### Treni
- JR West
  - Linea principale Sanyō
  - Linea Kure
  - Sanyō Shinkansen